# Culcha Candela
Pour les articles homonymes, voir Candela (homonymie).
Culcha Candela est un groupe de dancehall allemand, originaire de Berlin, formé en 2002, les thèmes abordés s'étendent de chansons à caractère politique, comme Una Cosa ou Schöne, neue Welt à des chansons plus festives, telles que Partybus.

## Biographie

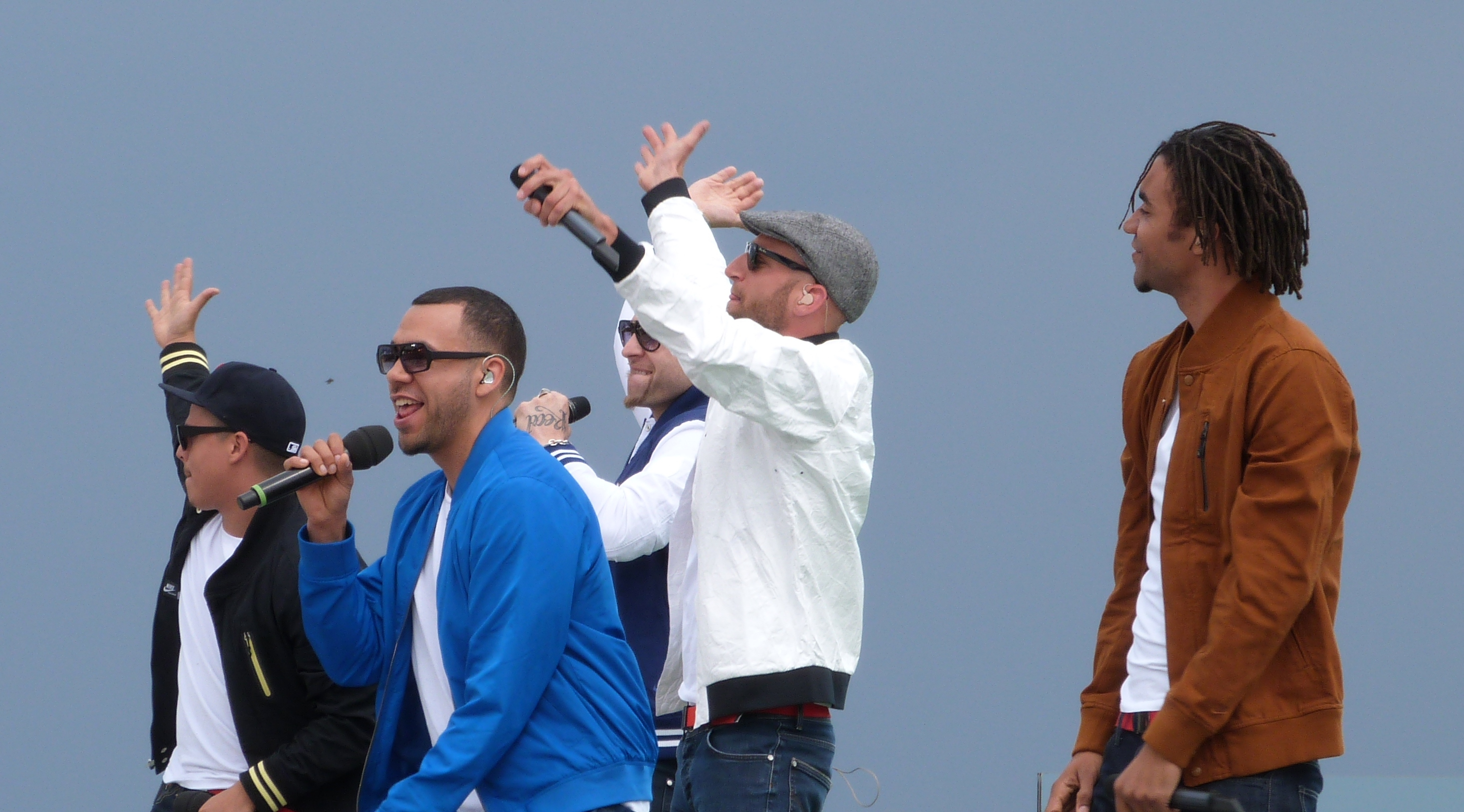
Culcha Candela en 2012.

Culcha Candela est formé en 2002 à Berlin par les membres Johnny Strange, Itchyban, et Lafrotino. Ils sont plus tard rejoints par les chanteurs Larsito, Mr. Reedoo, Don Cali, et DJ Chino con Estilo. Leurs différentes cultures leur permettent une mixité des langues, utilisant aussi bien l'allemand, l'anglais, l'espagnol ainsi que certains patois. Ce pluriculturalisme est retranscrit également dans leurs différents styles de musique, incluant des influences du reggae, du hip-hop, du reggaeton, de la salsa, et du rock.
Le 10 août 2007, ils publient le premier single de leur troisième album Culcha Candela intitulé Hamma!. Il atteint la première place des classements musicaux allemands le 24 août 2007. Au cours des six prochaines semaines, ils réussissent à rester à la première place des Charts Media Control. Hamma! est ensuite certifié disque de platine.
Le 14 février 2008, le groupe revient dans sa ville natale de Berlin avec la chanson Chica lors du Bundesvision Song Contest 2008 à la TUI Arena, dans lequel elle termine septième. Le 28 août 2009, leur quatrième album studio, Brave New World est publié en 2011 en Allemagne et devient disque de platine. Stylistiquement, il est pareil à son prédécesseur. Le single du même nom, Brave New World, se réfère à l'évolution politique, sociale, et à l'environnement. Le second single, Monsta, est publié le 22 octobre, et est certifié disque d'or en Allemagne et disque de platine en Suisse.
Le 27 mai 2010, le groupe apparaît à la König Pilsener Arena d'Oberhausen pour le VIVA Comet 2011 et est récompensé dans la catégorie « meilleur groupe ». Après la cérémonie, ils annoncent un nouvel album pour la fin de l'année.
Le 15 mai 2014, Culcha Candela annonce le départ officiel de Larsito et M. Reedoo qui veulent continuer en solo. Début 2015, les quatre membres restants du groupe signent à Warner Music et prévoient un nouvel album pour la même année.

## Membres
- Mateo Jasik - chant - parolier - compositeur
- Johnny Strange - chant (Allemagne, Ouganda) (fondateur)
- Itchyban - chant (Pologne) (fondateur)
- Lafrotino - chant (Colombie) (fondateur)
- Larsito - chant (Allemagne avec des racines colombiennes) (depuis 2001)
- Mr. Reedoo - chant (Allemagne) (depuis 2002)
- Don Cali - chant (Allemagne, Colombie) (depuis 2002)
- Chino con Estilo - DJ (Allemagne, Corée du Sud) (depuis 2001)

## Discographie

### Albums studio
| Année | Album                 | Classement | Classement | Classement | Prix                       |
| Année | Album                 | GER        | AT         | CH         | Prix                       |
| ----- | --------------------- | ---------- | ---------- | ---------- | -------------------------- |
| 2004  | Union Verdadera       | 52         | –          | –          | aucun                      |
| 2005  | Next Generation       | 20         | 73         | –          | - GER: Gold                |
| 2007  | Culcha Candela        | 6          | 35         | 23         | - GER: Platinum            |
| 2008  | Culcha Candela - Live | 38         | 59         | 67         |                            |
| 2009  | Schöne neue Welt      | 8          | 26         | 12         | - GER: Platinum - CH: Gold |
| 2010  | Das Beste             | 18         | 20         | 28         | aucun                      |
| 2011  | Flätrate              | 15         | 44         | 25         | aucun                      |

### Singles
| Année | Titre                   | Classement | Classement | Classement | Classement | Classement | Classement | Album            | Prix                          |
| Année | Titre                   | GER        | AT         | NL         | CH         | LUX        | EU         | Album            | Prix                          |
| ----- | ----------------------- | ---------- | ---------- | ---------- | ---------- | ---------- | ---------- | ---------------- | ----------------------------- |
| 2004  | In Da City              | 65         | –          | –          | –          | –          | –          | Union Verdadera  |                               |
| 2005  | Union Verdadera         | 90         | –          | –          | –          | –          | –          | Union Verdadera  |                               |
| 2005  | Augen auf               | 71         | –          | –          | –          | –          | –          | Union Verdadera  |                               |
| 2005  | Next Generation         | 30         | –          | –          | –          | –          | –          | Next Generation  |                               |
| 2006  | Follow Me (feat. Maliq) | 64         | –          | –          | –          | –          | –          | Next Generation  |                               |
| 2006  | Es ist vorbei           | 86         | –          | –          | –          | –          | –          | Next Generation  |                               |
| 2007  | Hamma!                  | 1          | 3          | 68         | 13         | 3          | 8          | Culcha Candela   | - GER: 2x Platinum - AT: Gold |
| 2007  | Ey DJ                   | 5          | 15         | –          | 75         | –          | 21         | Culcha Candela   | - GER: Gold                   |
| 2008  | Chica                   | 20         | 46         | –          | –          | –          | 78         | Culcha Candela   |                               |
| 2008  | Besonderer Tag          | 45         | –          | –          | –          | –          | –          | Culcha Candela   |                               |
| 2009  | Schöne neue Welt        | 12         | 24         | –          | 48         | 10         | 47         | Schöne neue Welt |                               |
| 2009  | Monsta                  | 3          | 2          | –          | 8          | –          | –          | Schöne neue Welt | - GER: Gold - CH: Platinum    |
| 2010  | Eiskalt                 | 12         | 27         | –          | –          | 80         | –          | Schöne neue Welt |                               |
| 2010  | Somma im Kiez           | 17         | 59         | –          | –          | –          | –          | Schöne neue Welt |                               |
| 2010  | Move It                 | 7          | 8          | 43         | 49         | –          | 30         | Das Beste        |                               |
| 2010  | Berlin City Girl        | 11         | 28         | –          | 48         | –          | –          | Das Beste        |                               |

## Tournées
Ils ont fait 7 tournées:
- Next Generation-Tour (2005-2006)
- Hamma-Tour 2007
- Culcha Candela Tour 2008
- Schöne Neue Welt Tour 2009
- Schön Neue Welt Zusatztour (2010)
- Culcha Candela Tour 2011
- Flätrate Tour 2012